# Oscinellinae
Sous-famille
Les Oscinellinae sont une sous-famille d'insectes diptères brachycères de la famille des Chloropidae.

## Genres
Apallates, Aphanotrigonum, Biorbitella, Cadrema, Calamoncosis, Ceratobarys, Chaetochlorops, Conioscinella, Dasyopa, Dicraeus, Elachiptera, Enderleiniella, Eribolus, Eugaurax, Gaurax, Goniaspis, Goniopsita, Hapleginella, Hippelates, Incertella, Lasiopleura, Liohippelates, Lipara, Malloewia, Meijerella, Melanochaeta, Monochaetoscinella, Neoscinella, Olcella, Onychaspidium, Opetiophora, Oscinella, Oscinisoma, Oscinoides, Pseudogaurax, Pseudopachychaeta, Rhodesiella, Rhopalopterum, Sacatonia, Siphonella, Siphunculina, Speccafrons, Stenoscinis, Tricimba